# 4324 Bickel
A 4324 Bickel a Naprendszer kisbolygóövében található aszteroida. Laurence G. Taff fedezte fel 1981. december 24-én.
A kisbolygót Wolf Bickel (1942–), német amatőrcsillagászról nevezték el.